# Maelen
Maelen (malen) is een middeleeuwse benaming voor schilderen, merken, tekenen en kleuren.
Een eerste opvatting is dat het woord is afgeleid van het merken van de goederen in de middeleeuwse handelssteden, waarop de douaniers met rode verf het maalteken (×) plaatsten, dat maelren werd genoemd. Volgens anderen is het woord afkomstig van het gotische melian, hetgeen schrijven, tekenen of merken betekent. Later ook voor schilderen.
In het Duitsland wordt het woord nog steeds gebruikt. 